# تاریخ جمهوری اسلامی ایران
اگرچه جمهوری اسلامی ایران با اعلام نتایج انتخابات تعیین سیستم حکومتی در ۱۲ فروردین ۱۳۵۸ خورشیدی شکل گرفت اما معمولاً تاریخ آغاز آن با زمان بازگشت سید روح‌الله خمینی به ایران (در ۱۲ بهمن ۱۳۵۷ خورشیدی) بررسی می‌شود.
در این دورهٔ سیاسی ایران (که تاکنون نیز ادامه دارد) اتفاقاتی چون جنگ ایران و عراق رخ داده‌است.
یکی از اتّفاقات مهم در این دوره گروگان‌گیری در سفارت ایالات متحده آمریکا (که دانشجویان پیرو خط امام آنجا را تسخیر کردند) بوده که برخی آن را آغاز تخاصم بین آمریکا و جمهوری اسلامی ایران میدانند، در حالیکه شروع دشمنی آمریکا و ایران به کودتای ۲۸ مرداد سال ۱۳۳۲ بر می گردد. چراکه آمریکا در این کودتا که علیه ملت ایران و دکتر مصدق بود نقش جدی ایفا کرده است. 
یکی دیگر از اتّفاقات انفجار در دفتر نخست‌وزیری جمهوری اسلامی ایران است که موجب درگذشت محمد علی رجایی دومین رئیس‌جمهور ایران و محمد جواد باهنر نخست‌وزیر او گردید.

## دورهٔ رهبری سید روح‌الله خمینی

### دوران گذار

#### دولت موقت بازرگان
پس از ورود سید روح‌الله خمینی در روز ۱۲ بهمن ۵۷ به ایران، او طی سخنانی در بهشت زهرا وعده تشکیل دولتی انقلابی را داد. او در شامگاه ۱۴ بهمن در جلسه‌ای با حضور اعضای شورای انقلاب اسلامی، مهدی بازرگان را به عنوان نخست‌وزیر دولت موقت تعیین کرد. حکم نخست‌وزیری بازرگان در ۱۵ بهمن ابلاغ و در ۱۶ بهمن در آمفی تئاتر مدرسه علوی به او اعطا شد. دولت او به مدت ۹ ماه نخست‌وزیری کشور را بر عهده داشت. پس از اشغال سفارت آمریکا در ۱۳ آبان ۵۸ دولت بازرگان استعفا کرد.

#### ریاست جمهوری بنی‌صدر
بنی‌صدر پس از احراز پست رئیس‌جمهوری، مانند نخست‌وزیر پیشین مهدی بازرگان، در رویارویی با روحانیون حزب جمهوری اسلامی چون علی خامنه‌ای و اکبر هاشمی رفسنجانی قرار گرفت که می‌کوشیدند از او عاملی تشریفاتی و بی‌نفوذ بسازند. این منازعات، بر فضای سیاسی کشور در دوران ریاست جمهوری او تأثیر بسیار نهاد. بنی‌صدر در انحلال دادگاه‌های انقلاب، سپاه پاسداران و کمیته‌ها و همچنین تحت کنترل درآوردن قوه قضائیه و رادیو و تلویزیون شکست خورد. خمینی شخصاً، مقام ریاست دیوان عالی کشور را به محمد بهشتی و دادستانی کل را به موسوی اردبیلی که از اعضای بلندپایه حزب جمهوری اسلامی بودند، محول نموده بود.
در اواخر فروردین ماه سال ۱۳۵۹ شورای انقلاب - با تأیید سید روح‌الله خمینی و با هدف تصفیه دانشگاه‌ها از استادان و دانشجویان دگراندیش - به گروه‌های سیاسی منتقد مهلتی سه روزه داد تا دفاتر خود را تخلیه کنند. در طی این روزها درگیری و خشونت در دانشگاه‌های ایران به اوج خود رسیده بود و این سرآغاز رویدادی شد که ازآن به عنوان «انقلاب فرهنگی ایران» یاد می‌شود. بنی‌صدر که آن هنگام از حامیان اصلی انقلاب فرهنگی بود و نیروهای چپ، اصلی‌ترین منتقدان وی محسوب می‌شدند، صبح روز دوم اردیبهشت همراه با انبوهی از مردم تهران به دانشگاه تهران رفت و با سخنرانی خود مصوبه شورای انقلاب را ابلاغ نموده و بر ضرورت انقلاب فرهنگی تأکید کرد. بنی‌صدر گمان می‌کرد توانایی کنترل و هدایت کردن انقلاب فرهنگی را دارد، لیکن هدایت آن به دست حامیان سید روح‌الله خمینی افتاد.
مجلس شورای اسلامی که اکثریت آن را اعضای حزب جمهوری اسلامی تشکیل می‌داد، کاندیداهای بنی‌صدر را برای احراز پست نخست‌وزیری نپذیرفت این کشمکش حدود یک ماه ادامه یافت و حتی نخست‌وزیری مصطفی میرسلیم از اعضای حزب جمهوری نیز مورد موافقت مجلس قرار نگرفت. حزب جمهوری، محمدعلی رجایی را معرفی نمود و بر آن پافشاری می‌کرد. بنی‌صدر سرانجام از روی اکراه و تحت فشارها، رجایی را که مورد تأیید او نبود در مرداد ۱۳۵۹ به سمت نخست‌وزیری دولت خویش انتخاب کرد.
در اواخر شهریور ماه همان سال، عراق به خاک ایران یورش برد و آتش جنگی هشت ساله بین این دو کشور را برافروخت. او در ابتدای جنگ به سیاست‌هایی معتقد بود که موجب مخالفت حزب جمهوری اسلامی و مجلس و روحانیونی که پیشتر از او حمایت کرده بودند، شد. حزب، روزنامه جمهوری اسلامی را منتشر می‌کرد و بنی صدر شروع به انتشار روزنامه انقلاب اسلامی نمود.
در نهم آبان ماه، بنی‌صدر طی نامه‌ای رسمی به سید روح‌الله خمینی، وزیران کابینه نخست‌وزیر را که بی‌کفایت خطاب کرده بود، تهدیدی بزرگتر از تجاوز عراق به خاک کشور خواند. وی همچنین در این نامه از نادیده گرفتن هشدارهایش در مورد وخیم‌تر شدن اوضاع اقتصادی و پافشاریهایش مبنی بر نیاز به سازماندهی مجدد نیروهای مسلح، گله کرد. این نامه و همچنین مخالفت‌های او در گروگان‌گیری اعضای سفارت آمریکا در تهران، خشم مجلس وقت - که اکثریت آن از اعضای حزب جمهوری اسلامی تشکیل می‌شد - را برانگیخت.

بنی صدر در ۱۴ اسفند ۱۳۵۹ در دانشگاه تهران سخنرانی کرد و از وجود شکنجه در زندان‌های ایران خبر داد. این سخنرانی باعث جنجال‌های زیادی در فضای سیاسی ایران شد. در اوایل خردادماه، خمینی بدون نام بردن از بنی صدر، او را تقبیح کرد و شخصی خواند که خویش را بالاتر از قانون می‌بیند و به مصوبات مجلس بی اعتنا است. چند روز بعد روزنامه انقلاب اسلامی توقیف شد و خمینی بنی‌صدر را از سمت فرماندهی کل قوا برکنار کرد. هم‌زمان نیروهای حزب‌اللهی به خیابان‌ها آمده و خواستار اعدام بنی صدر شدند. بنی صدر با سازمان مجاهدین خلق که سازمانی منتقد حکومت وقت و دارای تشکیلاتی سازمان یافته و مسلح بود، متحد شد. مجاهدین خلق نیز در پی تعارضات شدید با حکومت، از بنی‌صدر حمایت کرده و در تاریخ ۲۹ خرداد ۱۳۶۰، مسعود رجوی رهبر این سازمان به همراه بنی صدر که در خفا به سر می‌برد، مردم را به قیام فراخواندند و از هوادارانشان خواستند تا علیه حکومت در خیابان‌ها حضور یابند. 

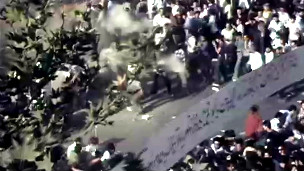
صحنه‌ای از رویدادهای ۳۰ خرداد ۱۳۶۰

یک روز پس از آن در ۳۰ خرداد ۱۳۶۰، تظاهرات بزرگی در شهرهای مختلف کشور به راه افتاد. حکومت نیز با اعلام خمینی و دیگر روحانیون حامی او به سرعت عکس‌العمل نشان داد و به سرکوب معترضان پرداخت.

#### ریاست‌جمهوری رجایی
ریاست جمهوری رجایی حکم او در ۱۱ مرداد ۱۳۶۰ آغاز شد و با ترور او در انفجار تروریستی دفتر نخست‌وزیری در ۸ شهریور ۱۳۶۰ به پایان رسید. مدت ۲۸ روزه ریاست‌جمهوری رجایی، کوتاه‌ترین دوره ریاست‌جمهوری در تاریخ ایران است.

#### دولت موقت مهدوی کنی
در پی بمب‌گذاری در دفتر نخست‌وزیری در ۸ شهریور و مرگ محمدعلی رجایی رئیس‌جمهور، شورای موقت ریاست‌جمهوری به عضویت هاشمی رفسنجانی رئیس مجلس و عبدالکریم موسوی اردبیلی رئیس دیوان عالی تشکیل، و محمدرضا مهدوی کنی را که عهده‌دار سمت وزارت کشور در کابینهٔ باهنر بود به نخست‌وزیری برگزید. وی در ۱۱ شهریور ۱۳۶۰ کابینه موقت خود را تشکیل داد و وزرا را به مجلس معرفی کرد.
دولت موقت مهدوی کنی پس از ۲ ماه اداره کشور، در پی برگزاری انتخابات ریاست جمهوری و انتخاب علی خامنه‌ای به ریاست جمهوری، در ۷ آبان ۶۰ به فعالیت خود خاتمه داد.

### ریاست‌جمهوری خامنه‌ای
سید علی خامنه‌ای در انتخابات مهرماه ۱۳۶۰ به مقام ریاست جمهوری رسید. این در حالی بود که ۴۲ نفر از ۴۶ نامزد رقیب وی در این انتخابات رد صلاحیت شدند و تا حدود زیادی مشخص بود که نامزد اول مورد حمایت نظام، خامنه‌ای است. او در این انتخابات که با مشارکت ۷۵ درصدی مردم برگزار شد و از میزان مشارکت در دو انتخابات پیش بیشتر بود، ۹۵٪ رای‌ها را به دست آورد که تاکنون بیشترین است.
در انتخابات سال ۱۳۶۴ نیز، بسیاری از رقیبان خامنه‌ای از جمله نامزدان نهضت آزادی یعنی مهدی بازرگان و ابراهیم یزدی و احمد صدر حاج‌سیدجوادی، رد صلاحیت شدند و او بار دیگر با کسب ۸۵٪ رأی در سمت ریاست‌جمهوری ماند. در زمان او حکومت جمهوری اسلامی تثبیت شد و جنگ ایران و عراق پایان یافت. با مرگ روح‌الله خمینی، علی خامنه‌ای رهبر ایران شد.

## دورهٔ رهبری سید علی خامنه‌ای
پس از درگذشت سید روح‌الله خمینی رهبر انقلاب ۱۳۵۷، مجلس خبرگان رهبری در ۱۴ خرداد ۱۳۶۸ و پیش از تدفین وی در جلسه‌ای فوق‌العاده سید علی خامنه‌ای را به عنوان رهبر جمهوری اسلامی ایران انتخاب کرد. وی سرانجام با کسب بیش از ۷۲ درصد کل اعضاء به این مقام رسید. پیش از برگزیدگی و رأی‌گیری وصیت‌نامه سید روح‌الله خمینی خوانده شد. بنابر روایت محی‌الدین حائری شیرازی نخست قرار بود رهبری شورایی شود ولی این موضوع مورد اجماع واقع نشد و نهایتاً رهبری به صورت فردی به اجماع اعضاء رسید. مجلس خبرگان رهبری بر اساس اصل ۱۰۷ قانون اساسی وظیفه تعیین رهبر را بر عهده دارد.رهبر کنونی ایران علی‌رغم عدم تمایل و به نقل امامی کاشانی در حالیکه خود به انتخاب احمد آذری قمی به عنوان رهبر نظر داشت، به وسیله اکثریت بالای آراء اعضاء مجلس خبرگان به این سمت منصوب شد.

### دوران سازندگی رفسنجانی
به دو دوره ریاست جمهوری علی‌اکبر هاشمی رفسنجانی اطلاق می‌شود که مشتمل بر دولت‌های پنجم و ششم نظام جمهوری اسلامی ایران می‌باشد که آغاز فعالیت آن ۱۲ مرداد ۱۳۶۸ و پایان فعالیت ۱۲ مرداد ۱۳۷۶ می‌باشد. اجرای اولین برنامه پنج ساله توسعه اقتصادی بعد از انقلاب در این دولت انجام گرفت. سیاست باز اقتصادی و وضع قوانین ضد انحصار از جمله اقدامات مؤثر وی بوده‌است.
از مهم‌ترین دغدغه‌های پیش روی این دولت بازسازی کشور بعد از جنگ هشت ساله دشوار بود که ویرانه‌های زیادی را بر جای گذاشته بود و نیاز بود در اسرع وقت بازسازی شوند. به همین منظور هاشمی در وزارتخانه‌های اقتصادی دولت از وزیران با گرایش تکنوکراتی بهره جست. همچنین هاشمی تصمیم گرفت سهم بودجهٔ پروژه‌های عمرانی را به‌طور چشمگیری نسبت به سایر فعالیت‌های دولت بیشتر در نظر بگیرد. در خصوص سایر وزارتخانه‌ها به منظور تثبیت فضای سیاسی داخل کشور سعی کرد تعادل را بین گروه‌های سیاسی آن دوره برقرار کند، به‌طوری‌که انتخاب سید محمد خاتمی (نیروهای خط امام) به عنوان وزیر فرهنگ و ارشاد اسلامی در کنار علی‌اکبر ولایتی (راست‌گرای سنتی) نمونه‌ای از این دست انتخابات هستند. اما این رویه در عمل نشان داد که نه‌تنها موافقت همهٔ طیف‌های سیاسی تأمین نشد، بلکه همهٔ گروه‌های سیاسی از سهم‌بندی موجود ناراضی بودند. از دغدغه‌های اقتصادی دیگر می‌توان به کسری بودجه ۵۰ درصدی دولت در زمان دولت اول هاشمی اشاره کرد.
در سال ۱۳۷۲ با حضور یک رقیب مطرح به نام احمد توکلی و دلسردی نیروهای چپ‌گرا نسبت به هاشمی به منظور دخالت دادن آن‌ها در امور اجرایی دولت جدید، نتیجه انتخابات به راحتی قابل پیش‌بینی نبود. توکلی که از نابرابری‌ها در توزیع ثروت و فساد اقتصادی دولتمردان گلایه داشت، در نهایت توانست ۴ میلیون رأی را در انتخابات ریاست‌جمهوری ایران (۱۳۷۲) از آن خود کند که نشان از ریزش قابل توجه هواداران هاشمی بود. در این دوره به دلیل فشارهای وارده از جانب مجلس چهارم و سایر گروه‌های سیاسی راست‌گرا، هاشمی تمایلی به استفاده از نیروهای چپ نداشت.

### دوران اصلاحات خاتمی
شعار جامعه مدنی سید محمد خاتمی که بعدها در قبال سکوت وی توسط علی خامنه‌ای به‌عنوان برداشتی از مدینه النبی نام برده شد در کنار توسعه سیاسی از شعارهای اصلی وی بود. در همین راستا وی انتخابات شوراهای شهر و روستا را که در قانون اساسی جمهوری اسلامی تصریح شده بود، برای اولین بار برگزار کرد، و فعالیت‌های فرهنگی، هنری و سیاسی در فضایی باز تر از دولت‌های قبل و بعد انجام شد، در عین حال جناح مقابل ضمن انتقادات پیاپی وزیر کشور او عبدالله نوری را که از مهره‌های اصلی کابینه بود با رأی عدم اعتماد پس از استیضاح بر کنار کرد. مهاجرانی وزیر فرهنگ وی نیز یک بار استیضاح شد اما پس از دفاع از عملکرد خود توانست رأی اعتماد مجدد بگیرد.
واقعه مهم دیگر کنفرانس برلین بود. در جریان این کنفرانس، نهاد هاینریش بل در آلمان از ۱۷ نفر از اصلاح طلبان، روزنامه‌نگاران و ملی-مذهبی‌ها از جمله اکبر گنجی، عزت‌الله سحابی، مهرانگیز کار، یوسفی اشکوری، علی افشاری و محمود دولت‌آبادی دعوت به عمل آورد.
این کنفرانس آغاز ارتباط میان اصلاح طلبان داخل و اپوزیسیون خارج تلقی شد و مورد مخالفت تندروها در داخل و خارج قرار گرفت. در جریان سخنرانی‌ها اعضا حزب کمونیست کارگری ایران به اعتراضات شدید پرداخته و یکی از آنان خود را نیمه عریان کرد، از سویی تلویزیون دولتی ایران علی‌رغم مصادف بودن با ماه محرم ۲ شب پیاپی گزیده ۳۰ دقیقه‌ای از کنفرانس را پخش کرد و روزنامه‌های مخالف اصلاحات خواستار محاکمه آنان شدند. شرکت کنندگان در کنفرانس پس از بازگشت بازداشت شدند و ۲ هفته بعد توقیف گسترده روزنامه‌های اصلاح طلب توسط دادستانی و بازداشت برخی از روزنامه‌نگاران سرشناس آغاز گردید.
یکی از مهم‌ترین وقایع دوران ریاست جمهوری خاتمی، اعتراضات ۱۸ تیر ۱۳۷۸ بود که به واقعه «حمله به کوی دانشگاه تهران» شهرت یافت. شروع ماجرا از اعتراض عده‌ای از دانشجویان دانشگاه تهران در مورد توقیف روزنامه سلام بود که با واکنش نیروهای امنیتی روبرو شد و در روز دوم، نیروهای امنیتی جمهوری اسلامی به خوابگاه دانشجویان حمله‌ور شدند و تعداد زیادی از دانشجویان را مورد ضرب و شتم قرار دادند که در ادامه به یک اعتراض همه‌جانبه از طرف قشرها مختلف و به‌خصوص دانشگاهیان تبدیل گردید. در نهایت حکومت به کمک نیروهای بسیج، سپاه و نیروهای انتظامی اعتراض‌ها را توسط حکومت نظامی اعلام نشده، سرکوب و مخالفان را به زندان انداخت که از جمله زندانیان معروف می‌توان به احمد باطبی اشاره کرد. در نهایت دولت از سرکوبگران به عنوان «نیروی فشار» نام برد و این اولین بار بود که این نیرو رسماً موجودیت پیدا کرد.
اما مهم‌ترین قضیه دوران حکومت خاتمی را می‌توان افشا و اعلام رسمی وجود «عوامل خودسر» در وزارت اطلاعات جمهوری اسلامی که عامل «قتل‌های زنجیره‌ای» اعلام شدند، بود. این افشاگری به دستگیری یکی از سرشناسان وزارت اطلاعات به نام «سعید امامی» منجر شد. او بعدتر و طی یک واقعه مشکوک در زندان خودکشی کرد. 
در این واقعه نویسندگانی به‌طور سیستماتیک به قتل رسیدند از جمله داریوش و پروانه فروهر، محمد جعفر پوینده و محمد مختاری.
قضیه مهم دیگر بی شک لایحه اصلاح قانون مطبوعات به مجلس بود که به گفته بسیاری آغاز آزادی بیان در ایران به‌شمار می‌رفت و در حالی که مطابق با قوانین جمهوری اسلامی توسط نماینده منتخب مردم (رئیس‌جمهور) و برای تصمیم‌گیری توسط بیش از ده‌ها تن از نمایندگان اصلاح طلب مجلس ششم در دستور کار مجلس شورای اسلامی قرار می‌گرفت با ابلاغ نامه رهبری به مهدی کروبی (رئیس وقت مجلس) که توسط او به حکم حکومتی تعبیر شد، به صورت یک طرفه از صحن علنی مجلس خارج شد و برای مدتی صحن مجلس را صحنه نزاع لفظی نمایندگان اکثریت مجلس با نمایندگان اقلیت کرد که سر انجام با سخنان کروبی بایگانی شد.
در سطح بین‌المللی، خاتمی با مطرح کردن طرح «گفتگوی تمدن‌ها» در سازمان ملل متحد، مطرح شد و او را به عنوان مبدع این نظریه می‌شناسند.
دو دوره ریاست جمهوری سید محمد خاتمی (بویژه دوره نخست) آبستن اتفاقات و بحران‌ها و کارشکنی‌های بزرگ و کوچک بسیاری بود که نقطه اوج آن در ۱۸ تیرماه ۷۸ با حمله به کوی دانشگاه اتفاق افتاد و اغلب با سازماندهی قبلی و از سوی مخالفان محافظه کار مذهبی و نظامی دولت سامان داده می‌شد تا جایی که به تعبیر خود وی برای دولت او هر ۹ روز یک بحران ایجاد می‌کردند.

### دوران اصول‌گرایی احمدی‌نژاد
ریاست جمهوری محمود احمدی‌نژاد در ۱۲ مرداد ۱۳۸۴ آغاز شد. وی پیش و پس از پیروزی، بارها خود را از حامیان آزادی‌های اجتماعی معرفی کرده و گفت هنگامی که رقبای چپگرایش در سال‌های اول انقلاب با جوانان برخورد می‌کرده‌اند وی با آنان مخالفت می‌کرده». پس از بحث‌های مطرح شده راجع به طرح ارتقای امنیت اجتماعی (گشت ارشاد) فرمانده نیروی انتظامی (احمدی مقدم) عنوان کرد اختیار تعیین نوع پوشش مردم در طرح ابلاغی توسط احمدی‌نژاد به پلیس داده شده‌است و او در جریان جزئیات این طرح هم بوده‌است.
محمود احمدی‌نژاد در ۴ آبان ۱۳۸۴ در کنفرانسی با نام کنفرانس حمایت از فلسطینی‌ها که در تهران برگزار شد، موجودیت کشور اسرائیل و همچنین مسئله هولوکاست را زیر سؤال برد. وی در سخنانش از تغییر رژیم اسرائیل سخن گفت و این عبارت را به کار برد: «جهان بدون اسرائیل امن‌تر خواهد بود. او در پی انتخابات ریاست‌جمهوری ایران (۱۳۸۸) برای بار دوم به ریاست جمهوری رسید که اعتراضات گسترده موسوم به جنبش سبز همراه گشت.

### دوران اعتدال روحانی
در ۲۲ فروردین ۱۳۹۲، حسن روحانی با نام «دولت تدبیر و امید»، شعار اعتدال‌گرایی، نماد کلید و رنگ بنفش برای انتخابات ریاست جمهوری رسماً اعلام نامزدی کرد. وی در ۱۷ اردیبهشت، با حضور در ستاد انتخابات وزارت کشور، نام خود را برای رقابت ۲۴ خرداد ثبت کرد. سرانجام وی با اعلام وزارت کشور با کسب ۱۸٬۶۱۳٬۳۲۹ رأی رسماً به عنوان هفتمین رئیس‌جمهوری اسلامی ایران برگزیده شد.
حسن روحانی اولین رئیس‌جمهور ایران است که بعد از انقلاب ایران، با رئیس‌جمهور ایالات متحده آمریکا، ارتباط برقرار نمود. این ارتباط با باراک اوباما و از طریق مکالمه تلفنی صورت گرفت.